# Samsung SGH-E900
Samsung E900 — мобильный телефон, представленный в 2006 году.
Является преемником серии D500-D600-D800 слайдерных телефонов. Он имеет сенсорные клавиши, аналогичные LG Chocolate (KG800). В то время это был один из самых популярных телефонов, но его выпуск был прекращен в конце 2007 года, когда покупатели обратили свое внимание на Samsung D900i, а затем на Samsung U600, который был самым тонким телефоном Samsung с толщиной 1,09 см (0,43 ″) до выпуска E840.

## Спецификации
Samsung E900 содержит множество технологий, которые делают его одним из самых многофункциональных телефонов, доступных в середине 2006 года.
- 2 Мегапиксель Камера (1600x1200) *
- Видео Запись CIF 352x288 и обмен сообщениями (MPEG4)
- Музыкальный плеер (MP3, ACC/ACC+, e-AAC+, WMA форматы)
- Bluetooth (с A2DP) / USB
- Просмотрщик документов для DOC XML и PPT файлов / ТВ-выход
- Java-игры — 6 включены в телефон, но только 2 бесплатные
- Текст/Фото/Видео Caller ID/EMS
- Функции персонального органайзера
- Время разговора: 3,5 часа
- Время работы в режиме ожидания: 220 часов
- Встроенная память 80 Мб
- Сенсорная панель (емкостная чувствительная к прикосновениям).

Этот телефон стал первым телефоном, выпущенным Samsung с новым пользовательским интерфейсом Black UI & White & White UI. Этот пользовательский интерфейс был создан, чтобы быть более удобным и быстро осваиваемым.
Телефон содержит Bluetooth, Java ME плеер и MP4 и MP3 плеер.